# Albert Borbet
Albert Borbet (* 1848 in Altena; † 1919) war ein deutscher Industrieller.
Albert Borbet stammte aus Altena, nach der Heirat mit Emma Moenting zog er nach Schalke um. Emma Moentigs Vater, der Hüttenwerksbesitzer Heinrich Moenting, stellte die Verbindung zum Essener Friedrich Grillo her, mit dem Albert Borbet eine geschäftliche Verbindung einging. Alberts Sohn Walter Borbet machte ebenfalls in der Stahlindustrie Karriere.

## Unternehmungen
Unter anderem übernahm Borbet zusammen mit Grillo und Friedrich Heinrich Funke 1882 ein stillliegendes Drahtwerk im Stadtteil Werne bei Bochum, das als KG Funke, Borbet & Co. firmierte. 1895 stiegen Borbet, Funke und alle weiteren Kommanditisten wegen des geschäftlichen Misserfolges wieder aus. Das Werk wurde im Jahr 1887 als Westfälische Drahtwerke AG wieder in Betrieb genommen und kam 1926 durch die Aufnahme in die Vereinigte Stahlwerke AG unter die Verwaltung von Alberts Sohn Walter, der Generaldirektor des Bochumer Vereins geworden war. 1931 wurde das Werk stillgelegt, dann aber im Zweiten Weltkrieg durch den Bochumer Verein wieder zur Fabrikation von Bomben und Granaten genutzt. Nach dem Krieg wurde die technische Einrichtung des Werkes demontiert.